# Johannes Schweizer
Johannes E. Schweizer (* 18. Februar 1901 in Glarus; † 9. April 1983 ebenda) war ein Schweizer Gartenarchitekt. Neben Gustav Ammann und den Gebrüdern Mertens gehörte er zu den wichtigsten Vertretern des Architekturgartens in der Schweiz, bevor er sich in den Dreissigerjahren dem Wohngartenstil zuwandte.

## Werdegang und Werk
Johann Schweizer wurde in Glarus als Sohn eines Gartenbauunternehmers geboren. Nach der Matura begann er ein Ingenieurstudium in Berlin und absolvierte ein einjähriges Praktikum beim Gartenarchitekten Röhnick in Dresden, wo er mit der Architektur des deutschen Expressionismus in Berührung kam. Projektskizzen aus der Zeit um 1920 zeichnen sich durch eine kristalline Formensprache und expressionistische Farbigkeit aus; Schweizers Frühwerk ist exemplarisch für die formale Vielfalt des architektonischen Gartens. Gleichzeitig entwarf Schweizer schlichte Gärten im Stil des Neuen Bauens, traditionelle Bauerngärten und repräsentative Villengärten.
1924 kehrte er in die Schweiz zurück und begann zunächst als Gartenarchitekt in der väterlichen Firma zu arbeiten. 1936 eröffnete er in Basel ein eigenes Planungsbüro und übernahm 1956 zusätzlich die väterliche Firma. Neben zahlreichen privaten Hausgärten und öffentlichen Anlagen realisierte er auch verschiedene Ausstellungsgärten: 1937 den Rosengarten für die Weltausstellung in Paris und Sondergärten für die Schweizerische Landesausstellung 1939. An der G 59 entwarf er unter anderem einen Musterfriedhof. Auch an der Grün 80 in Basel war er erneut mit einer Friedhofsgestaltung präsent.
In den 1930er-Jahren teilte Schweizer völkische und grossdeutsche Vorstellungen und verfocht entsprechende Ansichten innerhalb der Fachwelt: In einem Artikel über schweizerische Bauerngärten, eines seiner Spezialgebiete, begründete er sein Unterfangen damit, dass auch „Bauerngärten der deutschen Siedlungsgebiete ausserhalb der politischen Reichsgrenzen“ betrachtet werden sollten. Richard Arioli verfasste daraufhin eine Entgegnung, die fachliche Fehler und rassistische Vorurteile Schweizers anprangerte.
Johannes Schweizer war auch forschend tätig und wurde zum führenden Vertreter der Friedhofsreform, die im Zeichen von „Schlichtheit und Gleichheit vor dem Tode“ stand. 1956 veröffentlichte er seine Dissertation zum Thema „Kirchhof und Friedhof“. Schweizer schuf insgesamt mehr als 70 Friedhöfe.